# 2021 في العراق
2021 في العراق هي قائمة بالأحداث التي وقعت في العراق خلال عام 2021.

## سياسة
•  رئيس الجمهورية برهم صالح
 •  رئيس الوزراء مصطفى الكاظمي

 •  رئيس مجلس النواب محمد الحلبوسي

## أحداث

### يناير
- 21 يناير: تفجيران انتحاريان وقعا في ساحة الطيران والباب الشرقي بالقرب من سوق البالة في جانب الرصافة من بغداد.[2]

### مارس
- 7 مارس: البابا فرنسيس يزور العراق ويقيم الصلاة في كنيسة الطاهرة، وهي كنيسة قديمة دمرها تنظيم داعش. ووسط أنقاض الكنيسة، دعا البابا إلى السلام وصلى من أجل ضحايا الصراع في حرب داعش.

### أبريل
- 24 أبريل: حريق مستشفى ابن الخطيب في بغداد، الذي أدى إلى مقتل 82 شخصاً ويعتبر واحد من أسوأ الحرائق في تاريخ العراق.

### يونيو
31 يونيو: أول حالة وفاة بالفطر الأسود في العراق

### يوليو
- 19 يوليو: تفجير سوق الوحيلات.
- 29 يوليو: تتويج ماريا فرهاد كملكة جمال العراق لعام 2021.

### أغسطس
- 28 أغسطس: قمة بغداد بدأ السبت في بغداد مؤتمر إقليمي حول العراق، وشارك به رؤساء عدد من دول المنطقة، منهم الرئيس السيسي، والملك عبد الله الثاني، والشيخ محمد بن راشد، والرئيس الفرنسي إيمانويل ماكرون، الذي التقى رئيس الوزراء العراقي مصطفى الكاظمي.[4]

### ديسمبر
- 25 ديسمبر: افتتاح شارع المتنبي في بغداد بحلة جديدة.[5][6]

## وفيات

### مايو
- 26 مايو - محمد ناجي، ممثل كوميدي عراقي ولد عام 1980.